# Костомаров Віталій Григорович
Вита́лий Григо́рьевич Костома́ров (3 січня 1930, Москва — 26 березня 2020, Москва) — радянський і російський лінгвист-русист, доктор філологічних наук (1969), професор (1971), член-кореспондент (1974), дійсний член (1985) і президент (1990—1991) Академії педагогічних наук СРСР.
Ініціатор створення Державного інституту російської мови ім. О. С. Пушкіна (1973), директор і перший ректор інституту, з 2001 року — президент ІРМ ім. О. С. Пушкіна.
У 1990—2003 роках — президент Міжнародної асоціації викладачів російської мови і літератури (МАПРЯЛ). Головний редактор журналу «Русская речь» (1996—2019). Заслужений діяч науки Російської Федерації (1995). Лауреат Державної премії СРСР (1979) і Премії Президента Російської Федерації (2001).

## Біографія
Син історика, професора Академії суспільних наук при ЦК КПРС Г. Д. Костомарова (1896—1970).
Закінчив російське відділення філологічного факультету МДУ (1952, екстерном), англійське відділення перекладацького факультету Московського державного педагогічного інституту іноземних мов ім. М. Тореза (1953) і аспірантуру Інституту мовознавства АН СРСР.
Кандидат філологічних наук (1955, дисертація «Словообразование русских глаголов с инфинитивом на -ить»). Член КПРС з 1958 року. Працював перекладачем, потім викладачем і керівником кафедри російської мови ВПШ при ЦК КПРС; у 1964—1966 роках — завідувач сектором культури мови Інституту російської мови АН СРСР. З 1966 року — директор Науково-методичного центру російської мови при МДУ ім. М. В. Ломоносова.
У 1969 році на факультеті журналістики МДУ захистив докторську дисертацію «Некоторые особенности языка печати как средства массовой коммуникации. На материле современной русской газеты».
Генеральний секретар (1967—1990), президент (1990—2003), віцепрезидент МАПРЯЛ. Голова експертної ради ВАК РФ з філології та мистецтвознавства (1999—2011).
Член Президії РАО (відділення освіти та культури), входив до складу піклувальної ради Міжрегіонального суспільного фонду «Центр розвитку міжособистісних комунікацій». Член редколегії журналу «Русский язык за рубежом».

## Наукова діяльність
Спеціаліст у галузі сучасної російської лексикології та стилістики, соціолінгвістики, методики викладання російської мови як іноземної.
Один з учнів і послідовників академіка Віктора Володимировича Виноградова. У співавторстві з Є. М. Верещагіним досліджував зв'язки мови і культури, обґрунтував особливий науковий напрямок — лінгвокраїнознавство (книги «Мова і культура», вийшла шістьма виданнями, «Лінгвокраїнознавча теорія слова» та ін.).

## Основні праці
Загальна кількість публікацій перевищує 600.
- Культура речи и стиль. — М., 1960.
- Программа КПСС о русском языке. — 1963.
- Русский язык на газетной полосе. — М., 1970.
- Русский язык на газетной полосе. — М.: Изд-у МГУ, 1971.
- Язык и культура: новое в теории и практике лингвострановедения (в соавторстве). — Удостоена премии АПН СССР им. Н. К. Крупской. 5 изданий: 1973, 1976, 1983, 1990, 1994.
- Русский язык среди других языков мира. — 1976.
- Методическое руководство для преподавателей русского языка как иностранного (в соавторстве). — 1976, 1978, 1984.
- Лингвострановедческая теория слова (у співавторстві). — 1979.
- Жизнь языка. — 1984, 1992.
- Методика преподавания русского языка как иностранного (у співавторстве). — 1990.
- Мой гений, мой язык: размышления языковеда в связи с общественной дискуссией о языке. — 1991.
- Языковой вкус эпохи: из наблюдений над речевой практикой масс-медиа. — 3 издания: 1994, 1995, 1997.
- Читая и почитая Грибоедова (у співвторстві). — 1998.
- Языковой вкус эпохи. — СПб.: Златоуст, 1999.
- Старые мехи и молодое вино (у співавторстве). — 2001.
- Мирознание вне и посредством языка. В поисках новых путей развития лингвострановедения: гипотеза (лого)эпистемы (2002, у співавт.)
- Наш язык в действии. Очерки современной русской стилистики. — М.: . — М.: Гардарики, 2005.
- Рассуждения о формах текста в общении. — 2008, 2010.

Співавтор і редактор ряду навчальних посібників для загальноосвітньої школи та іноземних студентів, зокрема, комплексу «Русский язык для всех» (26 перевидань, відзначений Державною премією СРСР).

## Нагороди і звання
- Орден Дружби народів (3 січня 1980 року) — за заслуги в розвитку філологічної науки, підготовці педагогічних кадрів і у зв'язку з п'ятидесятиріччям від дня народження[11]
- Орден «Знак Пошани» (1969)
- Медаль Пушкіна (4 червня 1999) — в ознаменування 200-річчя від дня народження О. С. Пушкіна, за заслуги в галузі культури, просвіти, літератури і мистецтва[12]
- Медаль «Ветеран труда» (1989)
- Медаль «В память 850-летия Москвы» (1997)
- Почесні медалі Монголії (1973) та Болгарії (1978, 1982)
- Державна премія СРСР у галузі науки та техніки (1 листопада 1979) — за підручник «Русский язык для всех», опублікований у 1977 році (3-е видання)[13]
- Премія Президента Російської Федерації в галузі освіти за[14] 2000 рік (30 листопада 2001) — за цикл наукових досліджень і створення навчально-методичних розробок на тему «Социокультурные, лингвистические и дидактические аспекты обеспечения межкультурной коммуникации в процессе преподавания русского языка как иностранного» для навчальних закладів вищої професійної освіти
- Літературна Бунінська премія (2010)
- Лауреат Пушкінської премії за 2018 рік у номінації «Просветители» — «За выдающиеся достижения в области лингвистики и популяризацию русского языка во всем мире»[15]
- Заслужений діяч науки Російської Федерації (18 жовтня 1995) — за заслуги в науковій діяльності[16]
- Почесна грамота Президента Російської Федерації (25 вересня 2014) — за заслуги в галузі освіти, науки і підготовки кваліфікованих спеціалістів[17]
  - Почесний доктор:
- Тульського державного університету (2004),
- Московського державного педагогічного інституту (2008),
- Московського державного лінгвистичного університету (2010),
- Університету імені Гумбольдта (ФРН),
- Університету імені Я. А. Коменського (Словаччина),
- Університету імені Я. Панноніуса (Угорщина),
- Коледжу Міддлбері (США),
- Університетів у Шанхаї та Харбіні (КНР),
- Університету в Улан-Баторі (Монголія).